# Barcelonès

Gminy w comarce Barcelonès

Barcelonès – comarca (powiat) w Hiszpanii, w Katalonii, w prowincji Barcelona. Zajmuje powierzchnię 145 km², liczy ponad 2,2 mln mieszkańców. Comarca jest częścią obszaru metropolitalnego Barcelony – jej stolicą i największym miastem jest Barcelona.

## Gminy
| Gmina                     | Ludność (2014) | Powierzchnia km² |
| ------------------------- | -------------- | ---------------- |
| Badalona                  | 217 210        | 21,2             |
| Barcelona                 | 1 602 386      | 101,4            |
| L'Hospitalet de Llobregat | 253 518        | 12,4             |
| Sant Adrià de Besòs       | 35 386         | 3,8              |
| Santa Coloma de Gramenet  | 118 738        | 7,0              |
| Łącznie                   | 2 227 238      | 145,8            |